# Samira Wiley
Samira Denise Wiley (Washington D.C., 15 april 1987) is een Amerikaanse actrice en model.

## Biografie
Wiley werd geboren in Washington D.C. in een gezin van drie kinderen, als dochter van ouders die beiden pastoors van de Covenant Baptist United Church of Christ zijn. Zij doorliep de high school aan de Duke Ellington School of the Arts in Washington D.C., hierna studeerde zij af aan de Juilliard School in New York. Met het acteren begon zij in lokale theaters. Als model stond zij op diverse covers van lokale magazines.
Wiley begon in 2011 met acteren in de televisieserie Unforgettable, waarna zij nog meerdere rollen speelde in televisieseries en films. Zij is vooral bekend van haar rol als Poussey Washington in de televisieserie Orange Is the New Black waar zij in 51 afleveringen speelde (2013-2017). In 2015 won zij samen met de cast de Screen Actors Guild Award in de categorie Uitstekend Optreden door een Cast in een Komedieserie.
Wiley is openlijk lesbisch en heeft sinds 2014 een relatie met een scenarioschrijfster van de televisieserie Orange Is the New Black Lauren Morelli.

## Filmografie

### Films
- 2021 Breaking News in Yuba County - als Jonelle
- 2019 Vault - als Karyn
- 2018 Social Animals - als Lana
- 2017 Detroit - als Vanessa
- 2016 Nerve - als Hacker Kween
- 2016 37 - als Joyce Smith
- 2014 Rob the Mob - als agente Annie Bell
- 2012 Being Flynn - als Asha
- 2011 The Sitter - als Tina

### Televisieseries
Uitgezonderd eenmalige gastrollen.
- 2017-2022 The Handmaid's Tale - als Moira - 36 afl.
- 2021-2022 Blade Runner: Black Lotus - als agent Davis (stem) - 10 afl.
- 2019-2020 The Two Princes - als Joan - 14 afl.
- 2013-2019 Orange Is the New Black - als Poussey Washington - 52 afl.
- 2019 Will & Grace - als Nikki - 3 afl.
- 2017-2019 Ryan Hansen Solves Crimes on Television - als Jessica Mathers - 10 afl.
- 2016-2019 You're the Worst - als Justina Jordan - 6 afl.
- 2011 Unforgettable - als Gina - 2 afl.

- Library of Congress Control Number: no2015040943
- Système universitaire de documentation: 220905983
- Virtual International Authority File: 315190434
- WorldCat: E39PBJxRCMk4yqhM6Bw9c83YT3